# Royal Enfield WD/C
La Royal Ensign WD/C est une moto militaire du constructeur britannique Royal Enfield construite de 1939 à 1942 pour un usage militaire et utilisée pendant la Seconde Guerre mondiale.

## Historique
La WD/C est une version de la Royal Ensign type C civile modifiée selon les exigences du War Department, d'où les lettres WD. Le WD/C garde le moteur à soupapes latérales du modèle C, avec une cylindrée de 346 cm3.
La production militaire est lancée fin septembre 1939, avec de premières livraisons début 1940. Au fur et à mesure des commandes, les caractéristiques demandées changent, notamment l'aspect extérieur, dans un esprit de simplification de la production et de renforcement de la moto. L'Armée française commande 900 WD/C en 1940, environ la moitié est livrée avant l'armistice du 22 juin 1940. La production s'arrête début 1942 et le modèle WD/C est remplacé par le Royal Ensign WD/CO. Les WD/C restent en service jusqu'à la fin de la guerre, avant tout au sein de la British Army mais également dans la Royal Air Force. À partir de 1946, des WD/C sont reconditionnées par Royal Enfield en véhicules civils, avec de nouvelles pièces par exemple issues de la WD/CO.